# David Kirby’s Final Moments
David Kirby’s Final Moments (englisch für „David Kirbys letzte Augenblicke“) ist eine Schwarzweißfotografie der US-amerikanischen Fotografin Therese Frare aus dem Jahr 1990. Sie zeigt den schwer von seiner AIDS-Erkrankung gezeichneten David Kirby aus Ohio im Kreise seiner Familie, kurz bevor er an den Folgen seiner Krankheit stirbt. Das Foto erschien im November 1990 im US-Magazin Life. Große Aufmerksamkeit erhielt es jedoch erst 1992, als das italienische Modeunternehmen Benetton eine kolorierte Fassung in einer Anzeigenkampagne verwendete und damit eine öffentliche Debatte über moralische Grenzen von Werbung auslöste.

## Entstehung
Foto von David Kirby vor seiner Erkrankung

Link zum Bild

David Kirby kam 1957 im Dorf Stafford im US-Bundesstaat Ohio zur Welt, wo er auch aufwuchs. Nachdem er sich als homosexuell geoutet hatte, entfremdeten sich er und seine Familie voneinander. Kirby zog nach Kalifornien, wo er sich für Schwulenrechte einsetzte. Als er Ende der 1980er Jahre von seiner HIV-Infektion erfuhr, kehrte er zu seinen Eltern nach Ohio zurück. Dort erlebte er aufgrund seiner Erkrankung Ablehnung und Ausgrenzung. Er gründete eine Stiftung und betrieb mit Vorträgen und Interviews Aufklärungsarbeit über AIDS und HIV.
Die letzten zwei Monate seines Lebens verbrachte David Kirby im Pater Noster House, einem Hospiz für Menschen mit AIDS in Columbus. Dort lernte er Therese Frare kennen. Sie war Studentin an der Ohio University und arbeitete als Freiwillige in dem Hospiz. Diese Tätigkeit hatte sie auch mit der Hoffnung begonnen, dort ein Fotoprojekt starten zu können. Kirby erlaubte Frare, Fotos von ihm zu machen. Er bestand nur darauf, dass sie mit den Fotos kein Geld verdiente, eine Vereinbarung, an die sich Frare nach eigener Aussage stets gehalten hat. Am 5. Mai 1990, dem Todestag von Kirby, war Frare im Pater Noster House, um Peta, einen Klienten und Helfer der Einrichtung, zu besuchen. Kirbys Mutter bat Frare, den Abschied der Familie von David zu dokumentieren. Frare fotografierte von einer Ecke des Krankenzimmers aus. Dabei entstand unter anderem das später bekannt gewordene Foto David Kirby’s Final Moments.

## Beschreibung
Das Foto zeigt David Kirby, der im Krankenbett liegt. Die Decke ist bis zum Hals hochgezogen, sodass nur seine sehr dünnen Arme und sein vom Betrachter aus nach rechts geneigter Kopf zu sehen sind. Kirby trägt langes dunkles Haar und einen Vollbart. Sein Gesicht ist hager, seine Wangen sind eingefallen. Er hat seinen Mund leicht geöffnet, sein Blick geht scheinbar starr in Richtung der rechten oberen Ecke des Fotos.
Rechts neben dem Bett sitzt Kirbys Vater Bill. Mit seiner linken Hand umgreift er den linken Ellenbogen seines sterbenden Sohnes, seinen rechten Arm hat er um dessen Kopf gelegt, wobei seine Hand Davids rechte Gesichtshälfte berührt. Seinen Kopf schmiegt der Vater zärtlich an die Stirn seines Sohnes. Seine Augen sind geschlossen, sein Gesicht zeigt Trauer und Schmerz. 
Neben Bill Kirby sitzt Davids Schwester Susan. Sie drückt mit beiden Armen ihre Tochter an sich. Diese blickt auf ihren sterbenden Onkel, während Susans von Trauer gezeichnete Augen auf die andere Seite des Bettes gerichtet sind. Dort steht eine Person, von der auf dem Foto nur der rechte Arm zu sehen ist. Wie ein anderes Foto der Szene zeigt, handelt es sich dabei um Peta. Mit seiner rechten Hand umschließt er Davids rechtes Handgelenk. An der Wand hinter dem Bett hängt über dem Kopf des Vaters ein Bild. Es zeigt die ausgestreckten Hände einer Person, die mit einem Umhang bekleidet ist.

## Veröffentlichung
Frares Foto erschien im November 1990 im US-Magazin Life auf einer Doppelseite. In der linken unteren Ecke des Fotos war folgender Begleittext abgedruckt.

“THE END After a three-year struggle against AIDS and its social stigmas, David Kirby could fight no longer. As his father, sister and niece stood in anguish, the 32-year-old founder and leader of the Stafford, Ohio, AIDS Foundation felt his life slipping away. David whispered, ‘I’m ready’, took a last labored breath, then succumbed.”

„DAS ENDE Nach einem dreijährigen Kampf gegen AIDS und die damit verbundenen sozialen Stigmata konnte David Kirby nicht länger kämpfen. Während sein Vater, seine Schwester und seine Nichte voller Schmerz dastanden, spürte der 32-jährige Gründer und Leiter der AIDS-Stiftung in Stafford, Ohio, wie ihm das Leben entglitt. David flüsterte: ‚Ich bin bereit‘, nahm einen letzten schweren Atemzug und verstarb dann.“

1991 erschien das Foto in der Sonderausgabe The Best of Life, diesmal mit einer Bildunterschrift, die den Fokus mehr auf Kirbys Eingebundenheit in seine Familie legte als auf seine Person und seine Krankheit. Frare erhielt für das Foto mehrere Auszeichnungen, unter anderem den zweiten Preis beim World Press Photo Award in der Kategorie General News.

## Benetton-Kampagne
Benetton-Plakat mit Frares Foto

Link zum Bild

Ab Mitte der 1980er Jahre war der Fotograf Oliviero Toscani für die Werbekampagne des italienischen Modeunternehmens Benetton verantwortlich. Die großen Freiheiten in der Motivwahl, die er dabei genoss, nutzte er, um sich von klassischen Werbemotiven abzuwenden. Er verzichtete bald vollständig auf die Darstellung des Produkts und nutzte stattdessen Fotos, die gesellschaftliche Themen der Zeit aufgriffen. Für die Frühling-Sommer-Kampagne des Jahres 1992 griff er nicht mehr auf eigene Fotos zurück, sondern verwendete Pressefotografien. Sie waren bereits in Zeitschriften erschienen, ohne größere Aufregung zu erzeugen. Ihre Verwendung für Werbezwecke sorgte jedoch für Proteste.
Für eine besondere Kontroverse sorgte das Foto von David Kirby und seiner Familie, das Toscani hatte kolorieren lassen. In vielen europäischen Staaten empfahlen die zuständigen Werbeverbände den Zeitungen und Zeitschriften sowie Plakatunternehmen ihres Landes, die Anzeige nicht zu schalten. In Deutschland erließ im März 1992 das Landgericht Frankfurt am Main auf Antrag der Zentrale zur Bekämpfung unlauteren Wettbewerbs eine einstweilige Verfügung, die Benetton die weitere Nutzung des Plakat-Motivs untersagte. Begründet wurde die Ablehnung in der Regel mit einem Verweis auf Sitte und Moral. Außerdem waren einige der Meinung, man dürfe die Verbraucher nicht mit solchen Bildern belästigen. Die meisten europäischen Medien hielten sich an die Empfehlungen, das Motiv nicht zu veröffentlichen. Andere druckten die Anzeige, spendeten die Einnahmen aber für wohltätige Zwecke. Einige wenige, darunter die Schweizer Illustrierte, unterstützten die Verwendung des Fotos jedoch. Zudem erhielt Benetton in Deutschland die Unterstützung des Arbeitskreises Neue Bildsprache, einer Vereinigung von Werbetreibenden, Medienmachern und Fotografen. Der Arbeitskreis wandte sich gegen das Verbot des Plakats durch das Landgericht. In Kanada und den USA, in denen die Kampagne später anlief, gab es anders als in Europa kaum Widerstände.
Viele Kritiker warfen Benetton vor, David Kirby und seine Familie für Werbung zu missbrauchen. Kirbys Eltern widersprachen diesen Unterstellungen. Das Unternehmen sei stets offen und ehrlich mit ihnen umgegangen. Benettons finanzielle Unterstützung habe es ihnen zudem ermöglicht, obdachlosen AIDS-Betroffenen Unterkünfte zur Verfügung zu stellen. Daneben betonten sie, dass die Verwendung des Fotos im Sinne ihres Sohnes gewesen sei, was von Barb Cordle, der Leiterin des Pater Noster House, bestätigt wurde. Kritisiert wurden auch Ähnlichkeiten des Motivs mit christlichen Symbolen, etwa der Grablegung und Beweinung Christi. Es kamen Vorwürfe auf, das Foto sei so retuschiert worden, dass David Kirby das Aussehen von Jesus Christus erhalte. Dies wiesen die Fotografin Frare und die Hospizleiterin Cordle zurück. Kirbys Aussehen habe wirklich dem von Jesus geglichen, wie das vieler Bewohner des Pater Noster House kurz vor ihrem Tod.
AIDS-Organisationen wie GMHC äußerten sich kritisch zur Kampagne. Zum einen beklagten sie fehlende Hinweise auf AIDS-Hotlines oder Selbsthilfeorganisationen in der Anzeige. Zum anderen kritisierten sie das Motiv eines Menschen, der an AIDS stirbt. Damit bediene die Kampagne die Vorstellung vieler, eine HIV-Diagnose sei ein Todesurteil. Gerade aus diesem Grund verwendeten viele AIDS-Organisationen solche Bilder bewusst nicht. Die Deutsche Aidshilfe wich von dieser Meinung ab und begrüßte die Kampagne. Sie biete „eine Möglichkeit, die Tabuthemen Sterben und Tod in das öffentliche Bewußtsein zu rücken“ und könne dabei helfen, „für menschenwürdige medizinische Behandlung und Pflege zu sorgen, aber auch für die Möglichkeit, unter humanen Bedingungen zu sterben.“
Trotz aller Kritik erhielt die Benetton-Kampagne einige Preise. So wurde sie vom europäischen Art Directors Club als „Werbekampagne des Jahres“ prämiert. Toscani erhielt vom International Center of Photography den Infinity Award. Museen weltweit stellten Frares Foto und andere Bilder der Kampagne aus. Benetton setzte sich in der Folge noch mehrfach mit dem Thema HIV und AIDS auseinander. Eine Kampagne von 1994, bei der Stempel-Abdrücke mit der Aufschrift „H.I.V. Positive“ auf nackter Haut zu sehen waren, sorgte erneut für Empörung und führte in Deutschland zu Gerichtsverfahren, die als Benetton-Entscheidungen in die Justizgeschichte eingingen.